# Rotha
Rotha is een dorp in de Duitse deelstaat Saksen-Anhalt, en maakt sinds 1 oktober 2005 deel uit van de stad/gemeente Sangerhausen in de Landkreis Mansfeld-Südharz.
Rotha telt 340 inwoners.

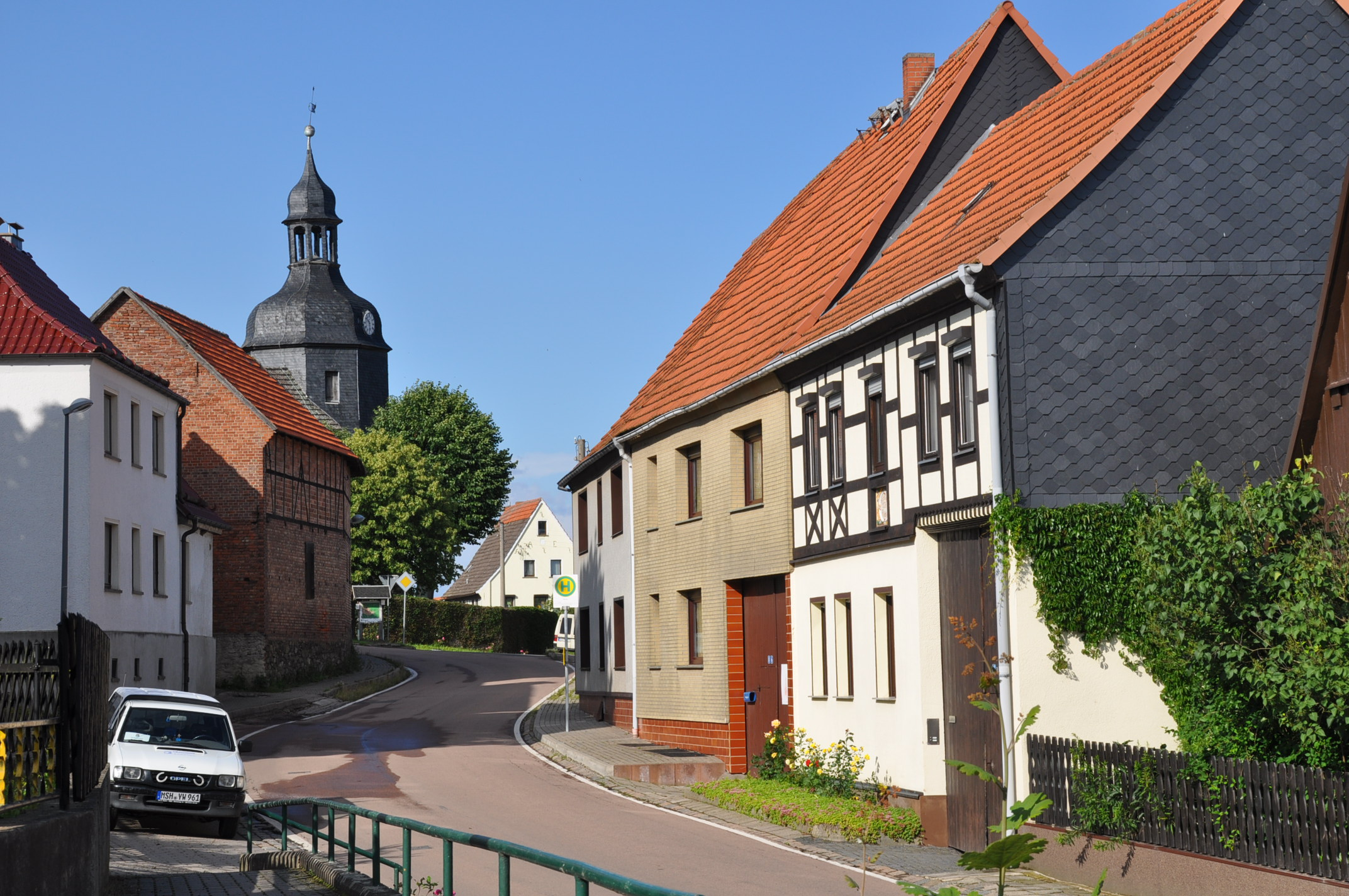
De Rothaer Dorfstraße
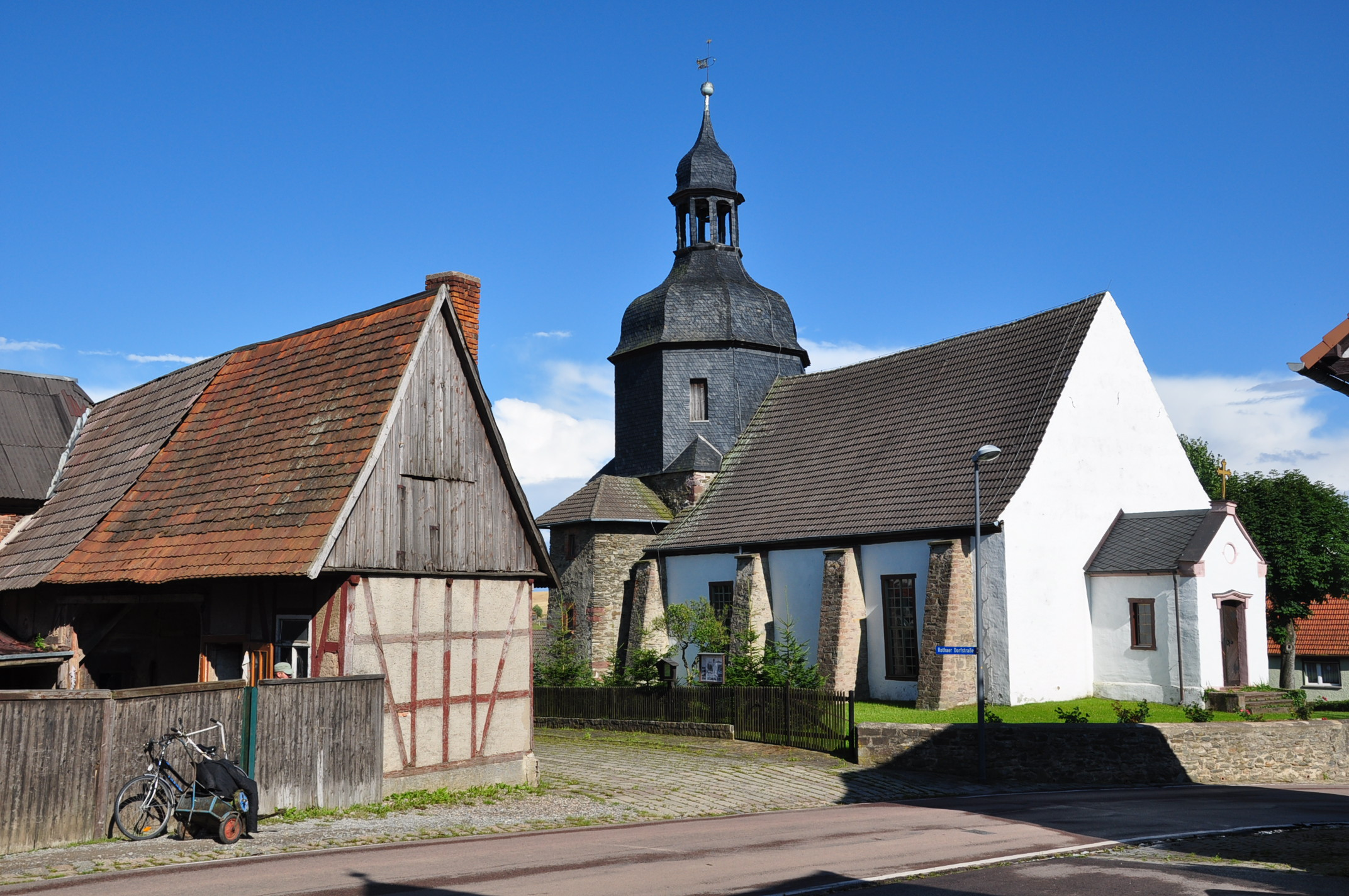
Kerk van de Lutherse gemeente "Sint-Nicolaas am Schloßberg"